# Nicolae Grigorescu
Nicolae Grigorescu (Potlogi, Dâmbovița, 15 de maio de 1838 — Câmpina, 21 de julho de 1907) foi um pintor romeno e o fundador da pintura romena moderna. Possui um museu dedicado à sua vida e obra em Câmpina.

## Biografia
Ele nasceu em Potlogi, condado de Dâmboviţa, Wallachia agora chamada de Romênia. Em 1843, sua família mudou-se para Bucareste. Ainda jovem (entre 1846 e 1850), ele se tornou um aprendiz na oficina do pintor tcheco Anton Chladek e criou ícones para a igreja de Băicoi e o Mosteiro de Căldăruşani. Em 1856, ele criou a composição histórica Mihai scăpând stindardul (Michael, o Valente, salvando a bandeira), que apresentou ao Príncipe Wallachian Barbu Ştirbei, junto com uma petição pedindo ajuda financeira para seus estudos.
Entre 1856 e 1857, ele pintou a igreja do mosteiro de Zamfira, Condado de Prahova, e em 1861 a igreja do mosteiro de Agapia. Com a ajuda de Mihail Kogălniceanu, ele recebeu uma bolsa para estudar na França.
No outono de 1861, o jovem Grigorescu partiu para Paris, onde estudou na École des Beaux-Arts. Também participou do workshop de Sébastien Cornu, onde teve como colega Pierre-Auguste Renoir. Conhecendo suas fraquezas, concentrou-se em desenho e composição. No entanto, logo deixou esta oficina e, atraído pelos conceitos artísticos da escola de Barbizon, deixou Paris rumo àquela vila, onde se tornou sócio de artistas como Jean-François Millet, Jean-Baptiste-Camille Corot, Gustave Courbet e Théodore Rousseau. Sob a influência do movimento, Grigorescu buscou novos meios de expressão e seguiu a tendência da pintura ao ar livre, também importante no impressionismo. Como parte da Exposição Universal de Paris (1867), ele contribuiu com sete obras. Em seguida, ele expôs no Salão de Paris de 1868 a pintura Tânără ţigancă (jovem cigana).
Voltou algumas vezes à Romênia e, a partir de 1870, participou de exposições de artistas vivos e organizadas pela Sociedade dos Amigos das Belas Artes. Entre 1873 e 1874 ele viajou para a Itália, Grécia e Viena.
Em 1877, ele foi chamado para acompanhar o exército romeno como um "pintor da linha de frente" na Guerra da Independência da Romênia. Durante as batalhas no Ponto Forte de Grivitsa e Oryahovo, ele fez desenhos e esboços que mais tarde foram usados na criação de obras em larga escala.
Em 1889, seu trabalho foi apresentado na Exposição Universal de Paris (1899) e no Ateneu Romeno. As principais exibições aconteceram no Ateneu Romeno que aconteceria em 1891, 1895, 1897, 1902 e 1905.
De 1879 a 1890 trabalhou na França, especialmente em Vitré, Bretanha, e em sua oficina em Paris. Em 1890 instalou-se em Câmpina e passou a retratar temas pastorais, nomeadamente retratos de camponesas, fotos de carros de boi em estradas poeirentas e outras paisagens. Ele foi nomeado membro honorário da Academia Romena em 1899.
No momento de sua morte, Grigorescu estava trabalhando em sua Întoarcerea de la bâlci (O Retorno da Feira).

## Trabalhos

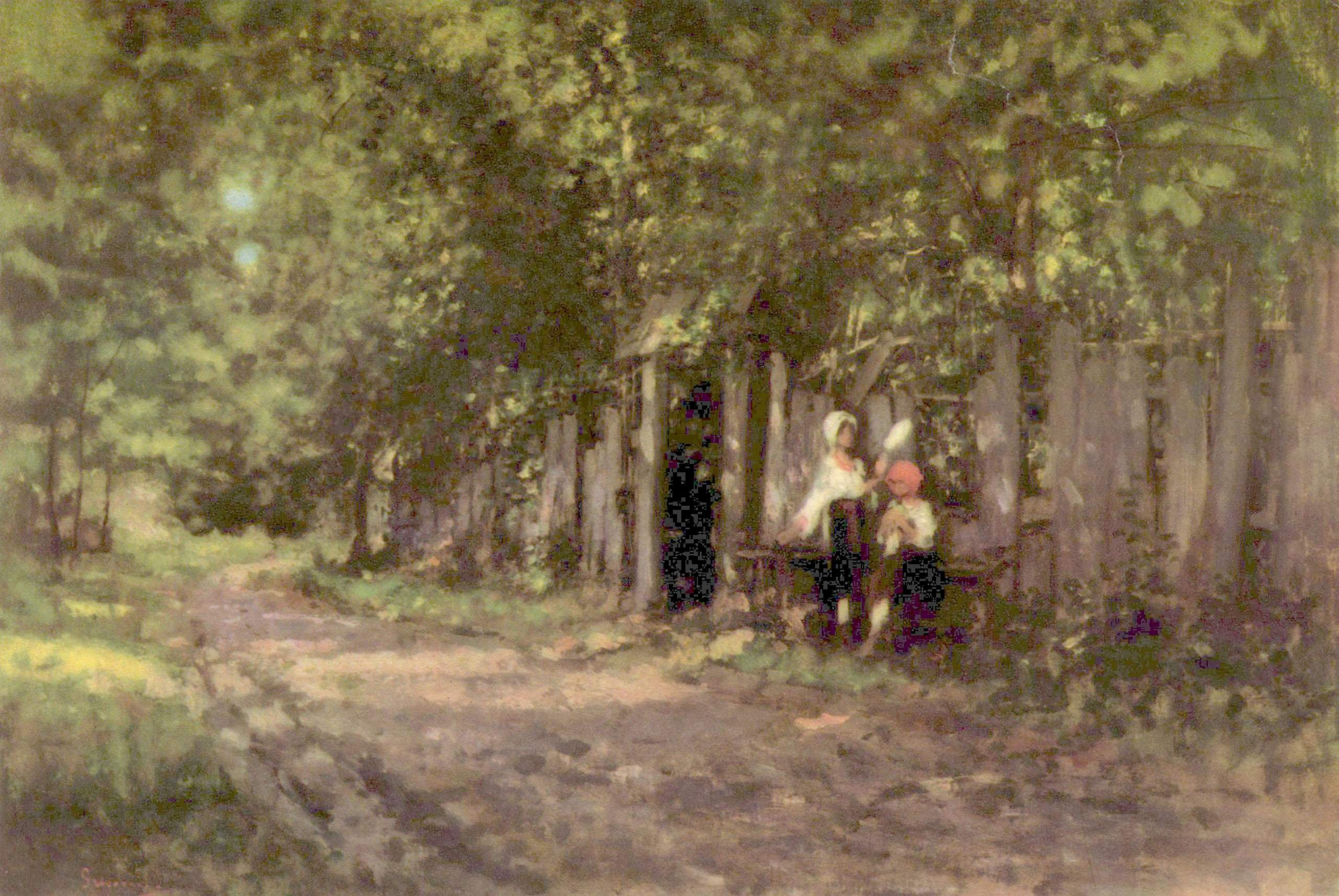
Donzelas na entrada.
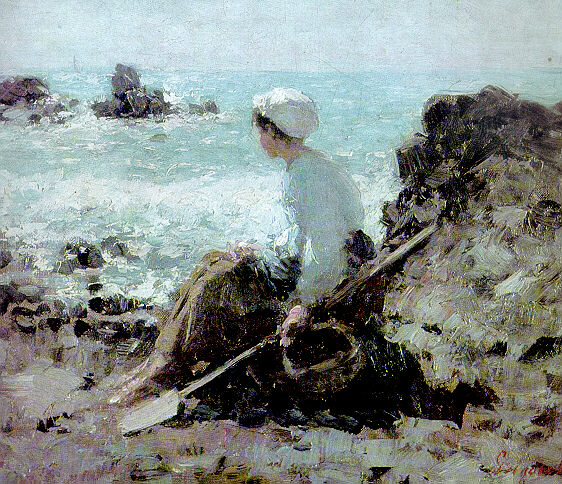
Pescăriţă la Grandville (1884).
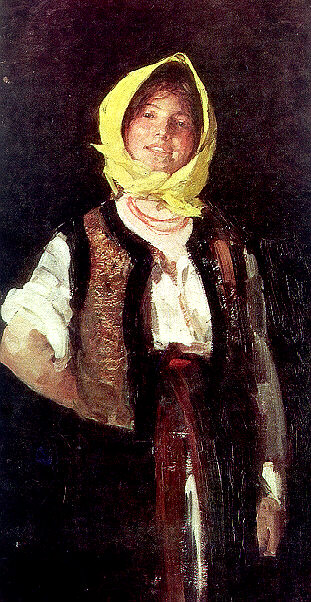
Ţărancă voioasă (1894).
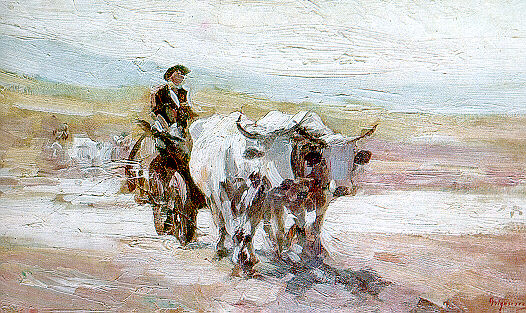
Car cu boi (1899).
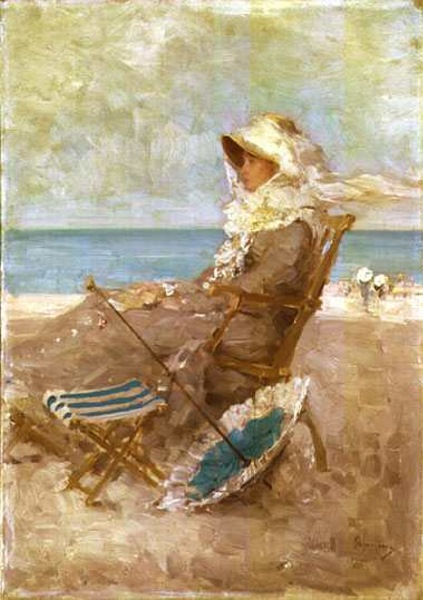
Femeie pe malul mării (1881).
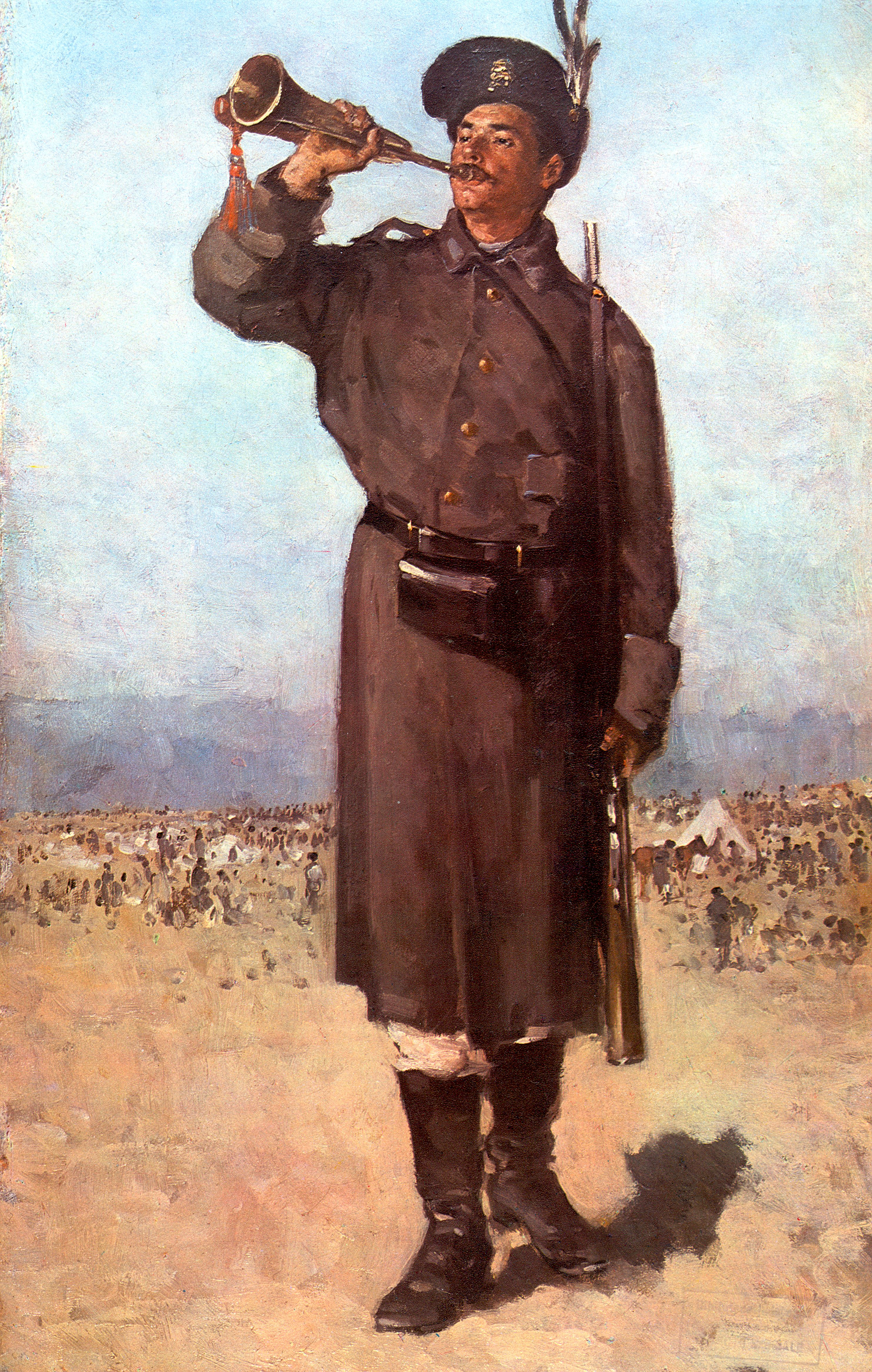
Gornistul.
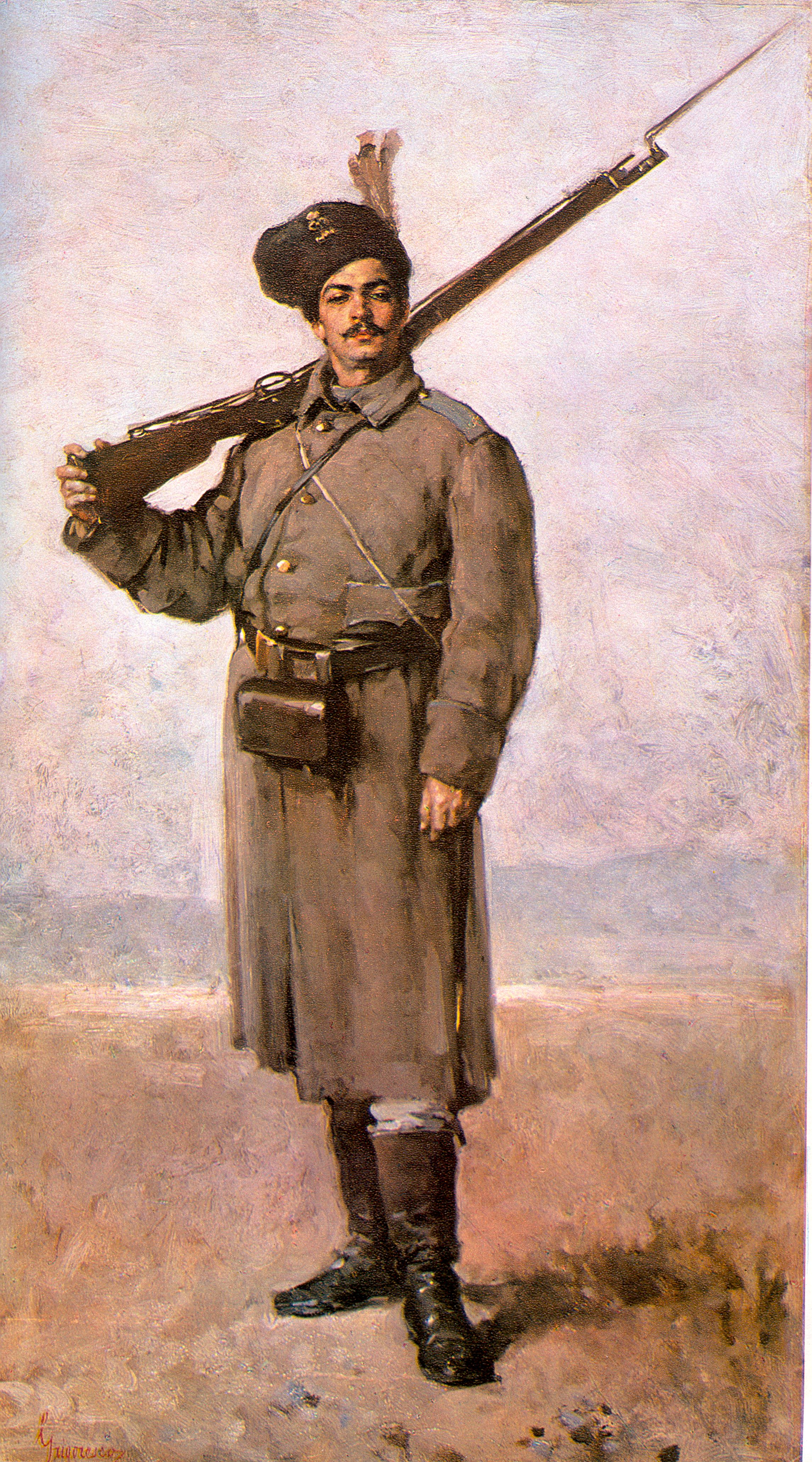
Dorobanțul.
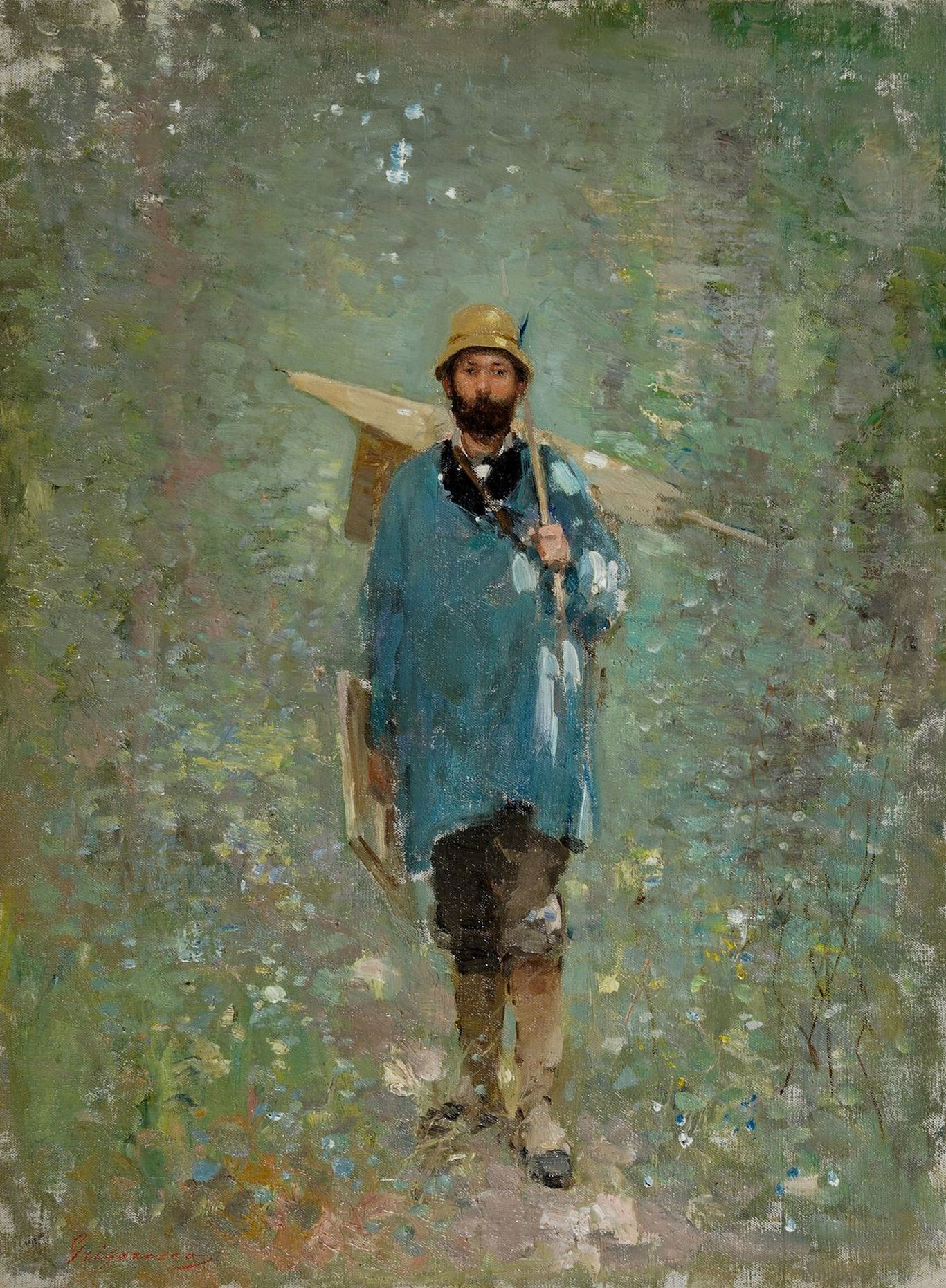
Andreescu la Barbizon.
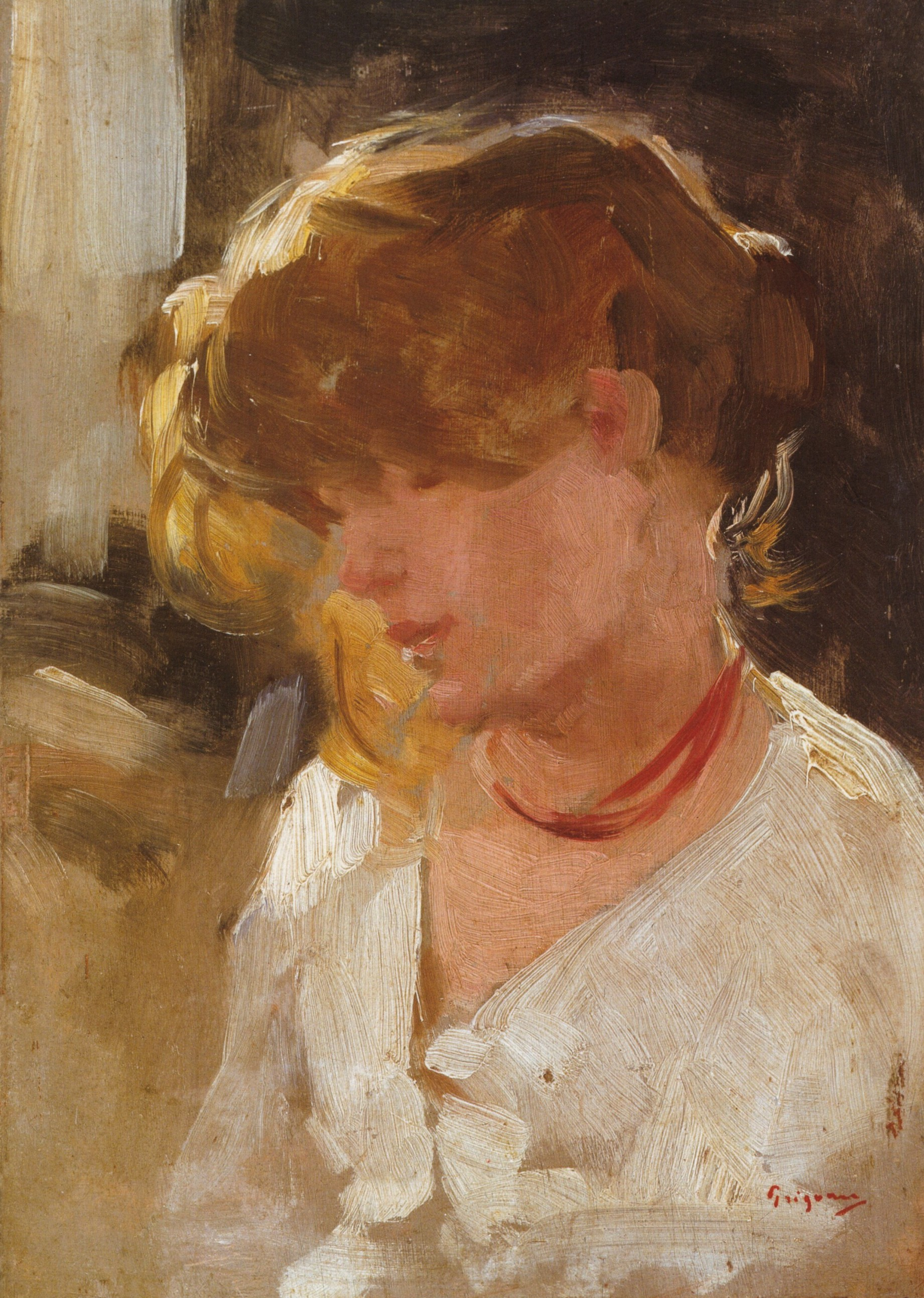
Cap de țărancă.
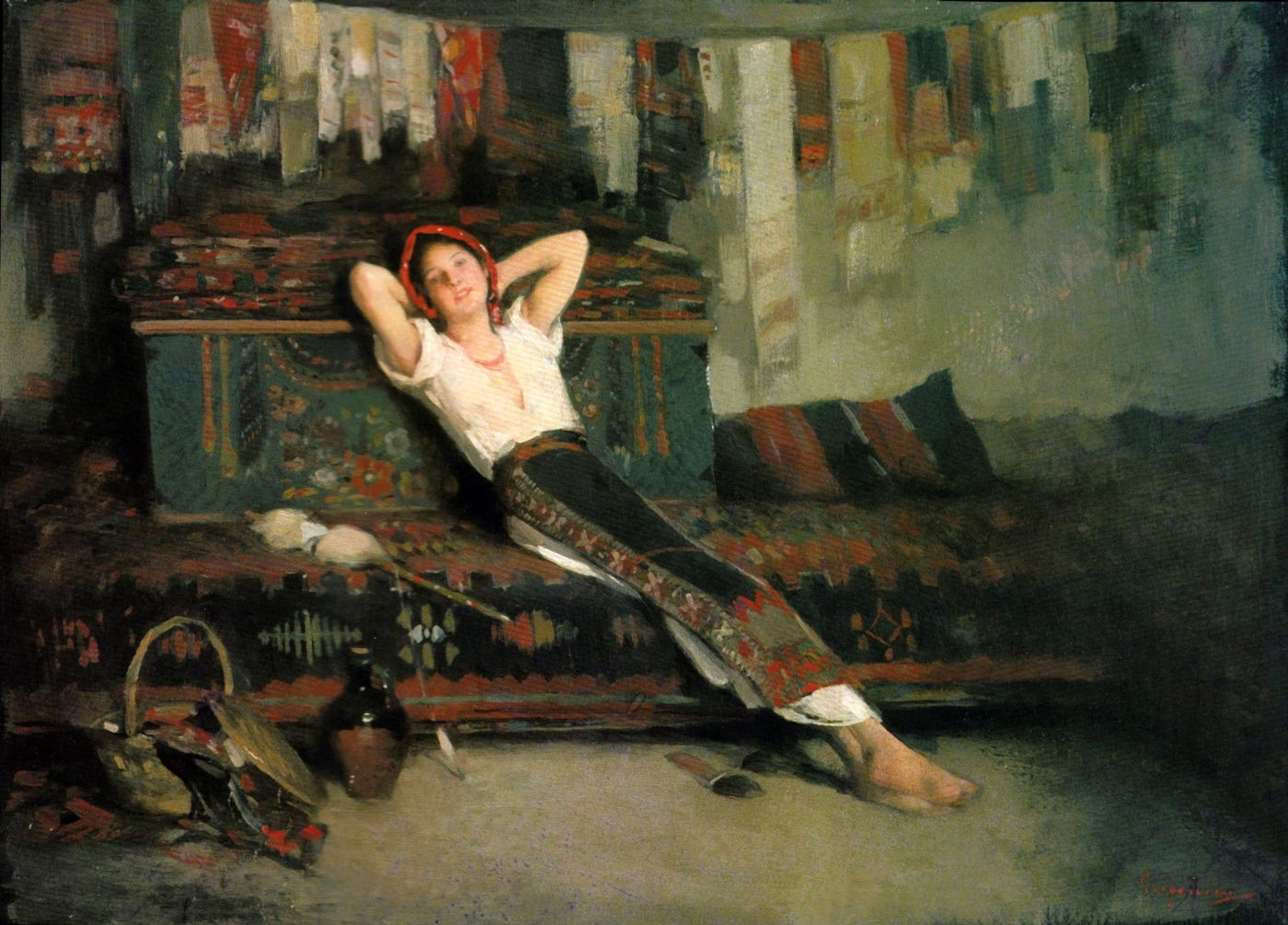
Fată cu zestrea ei.
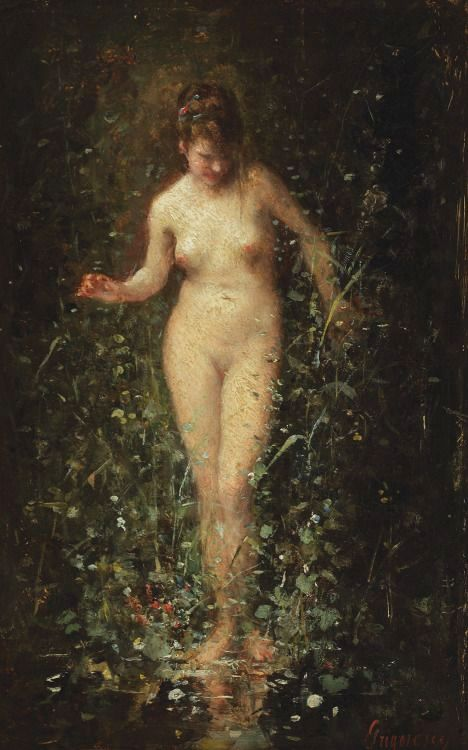
Intrând în baie.
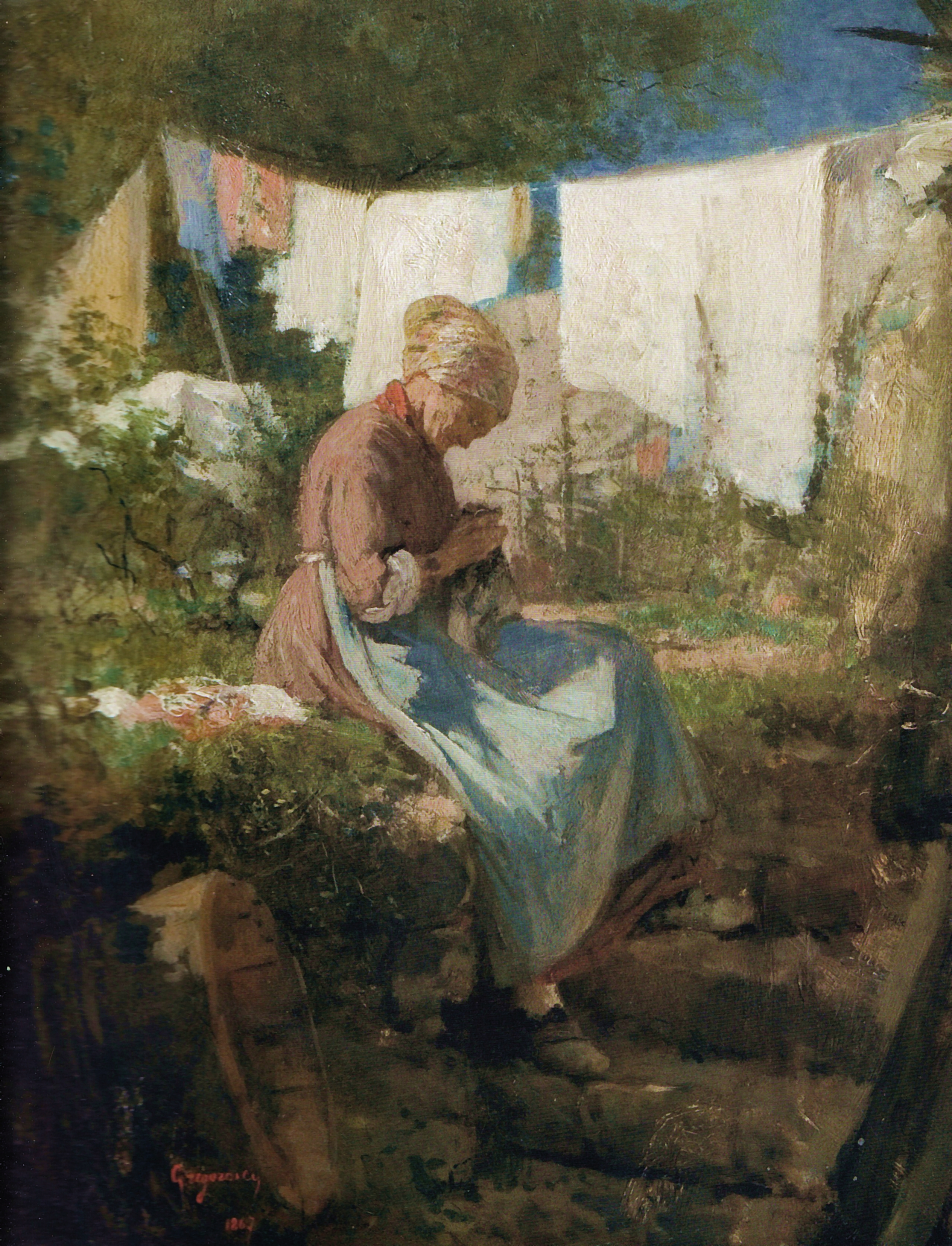
Mulher adulta
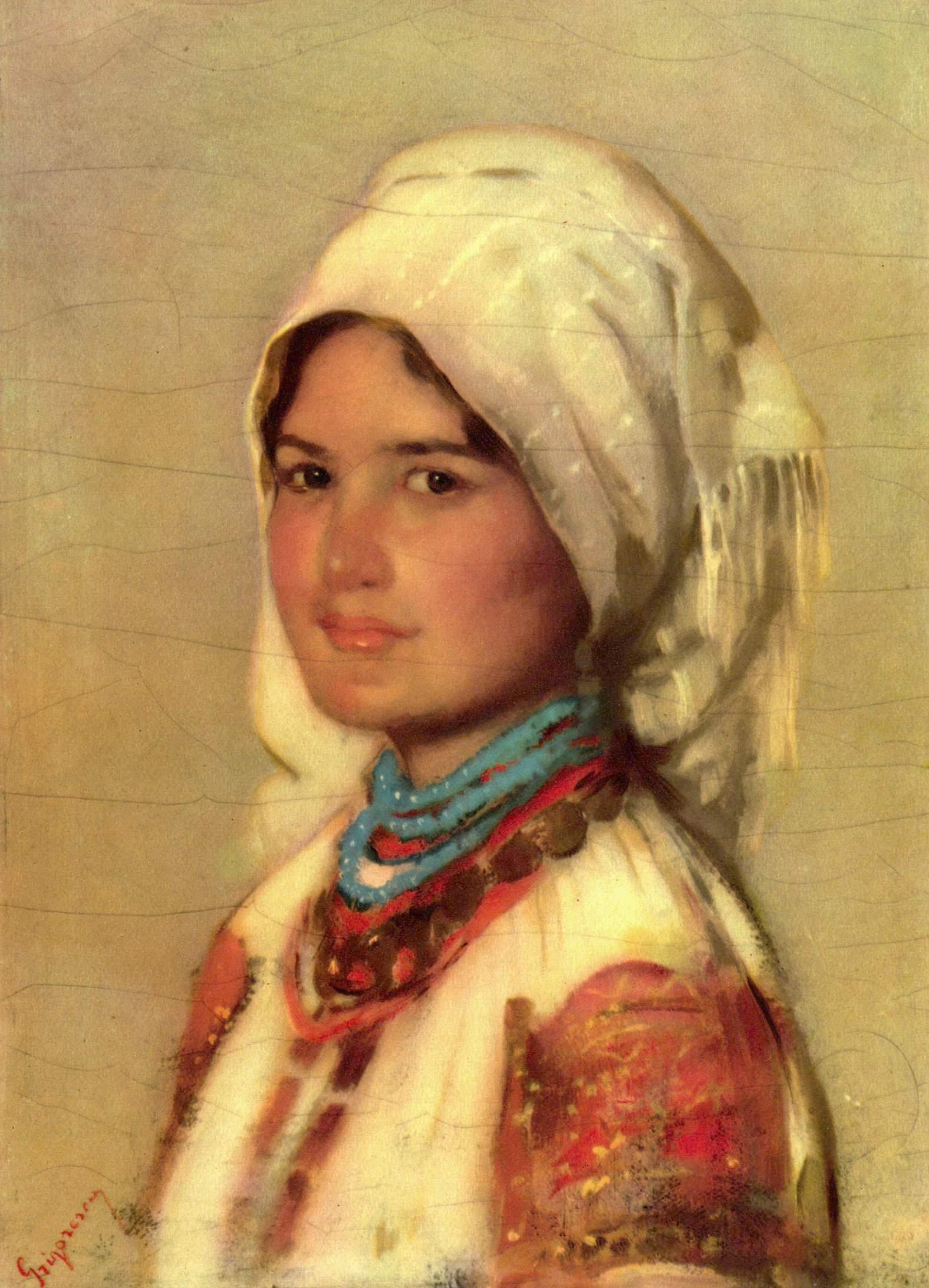
Ţărancă din Muscel
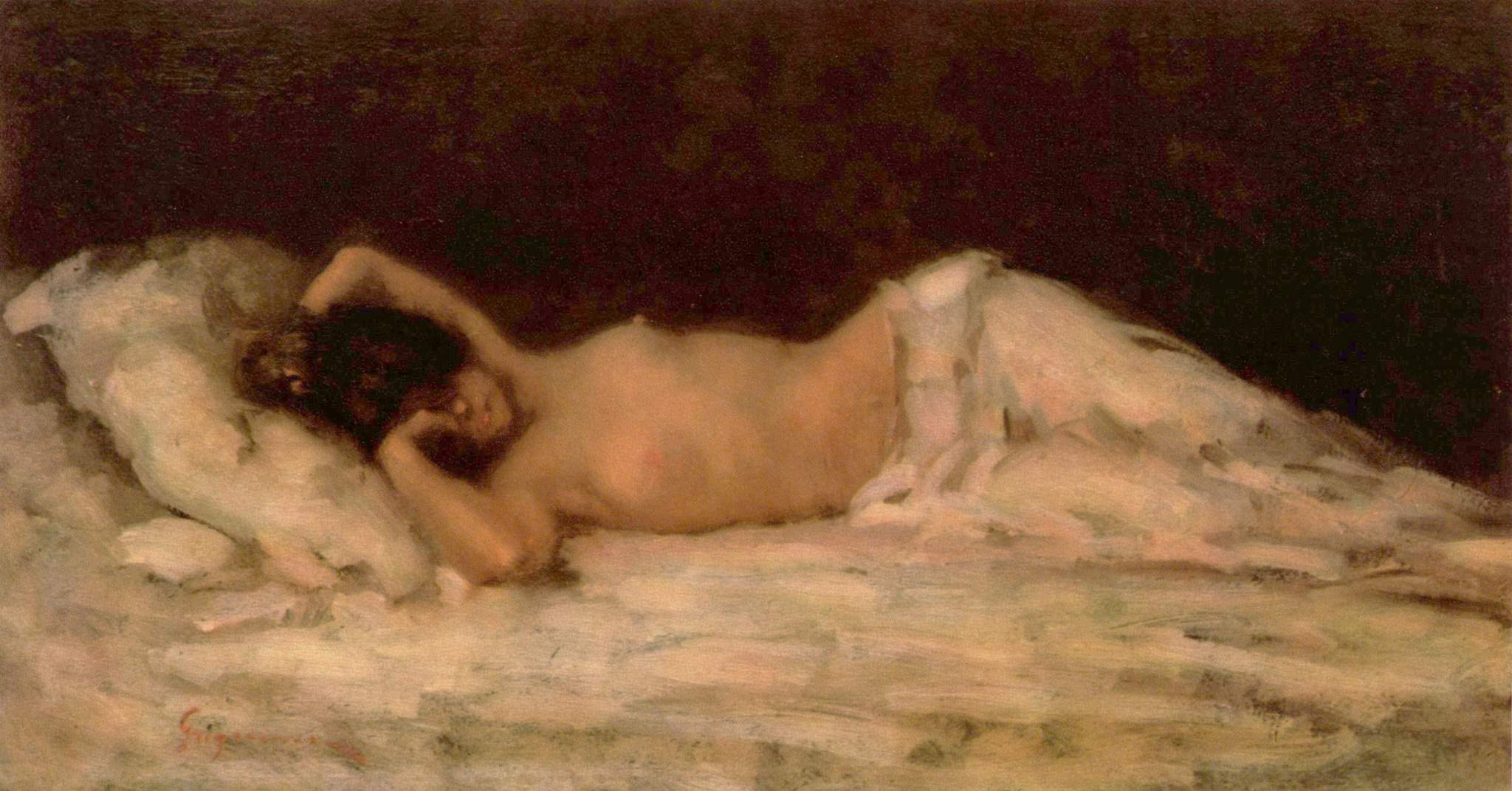
Akt.
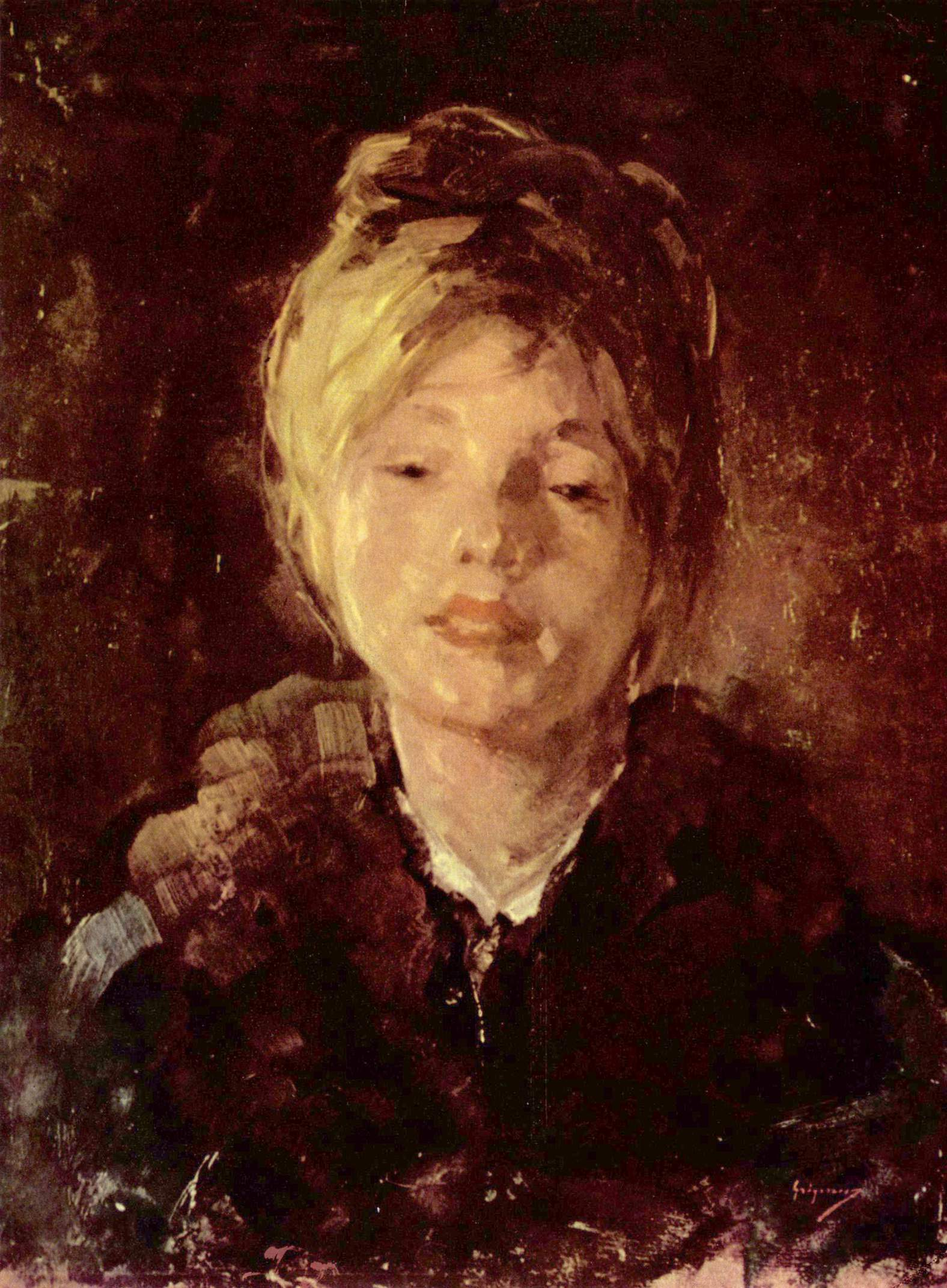
Porträt eines Mädchens.
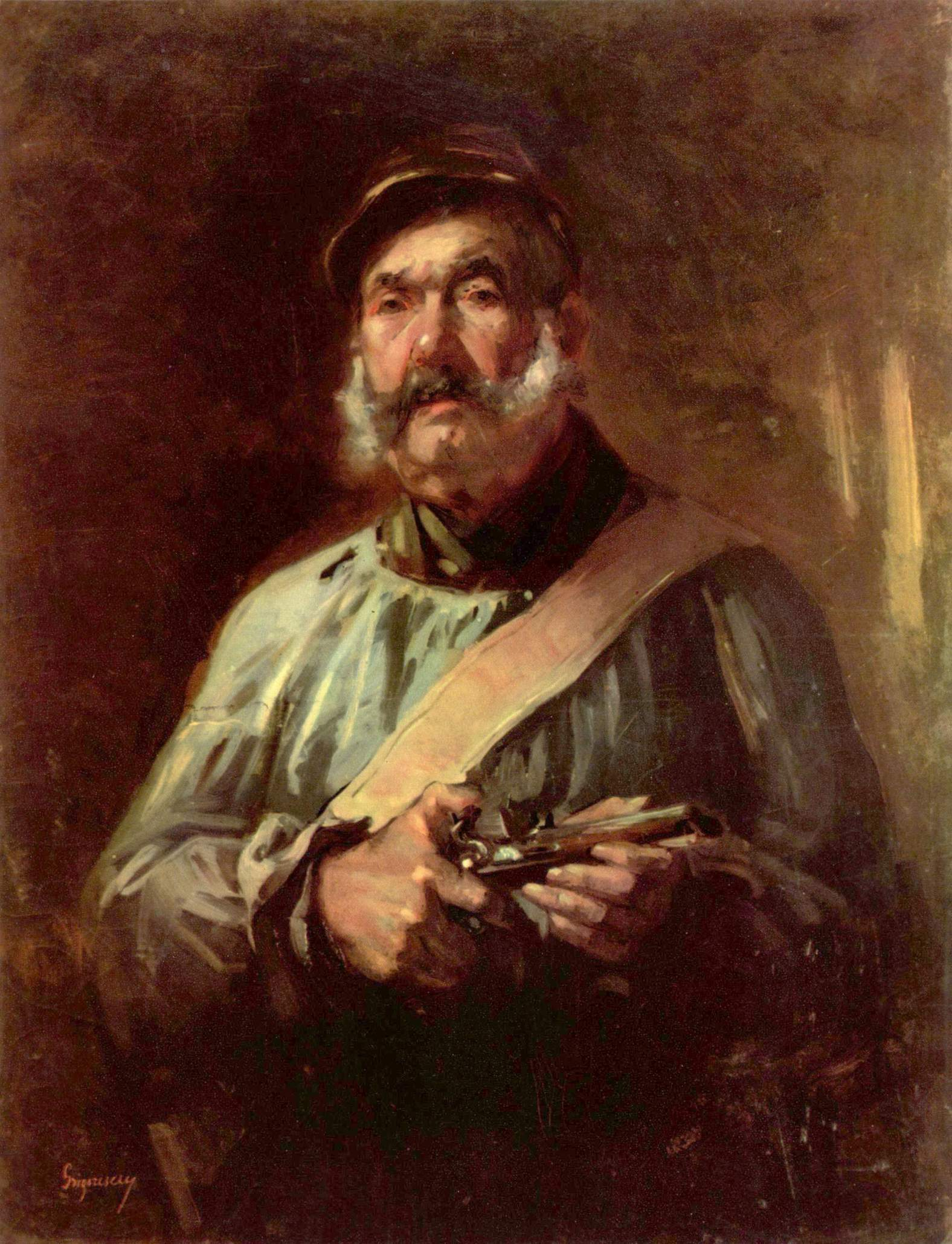
Wächter von Chailly.
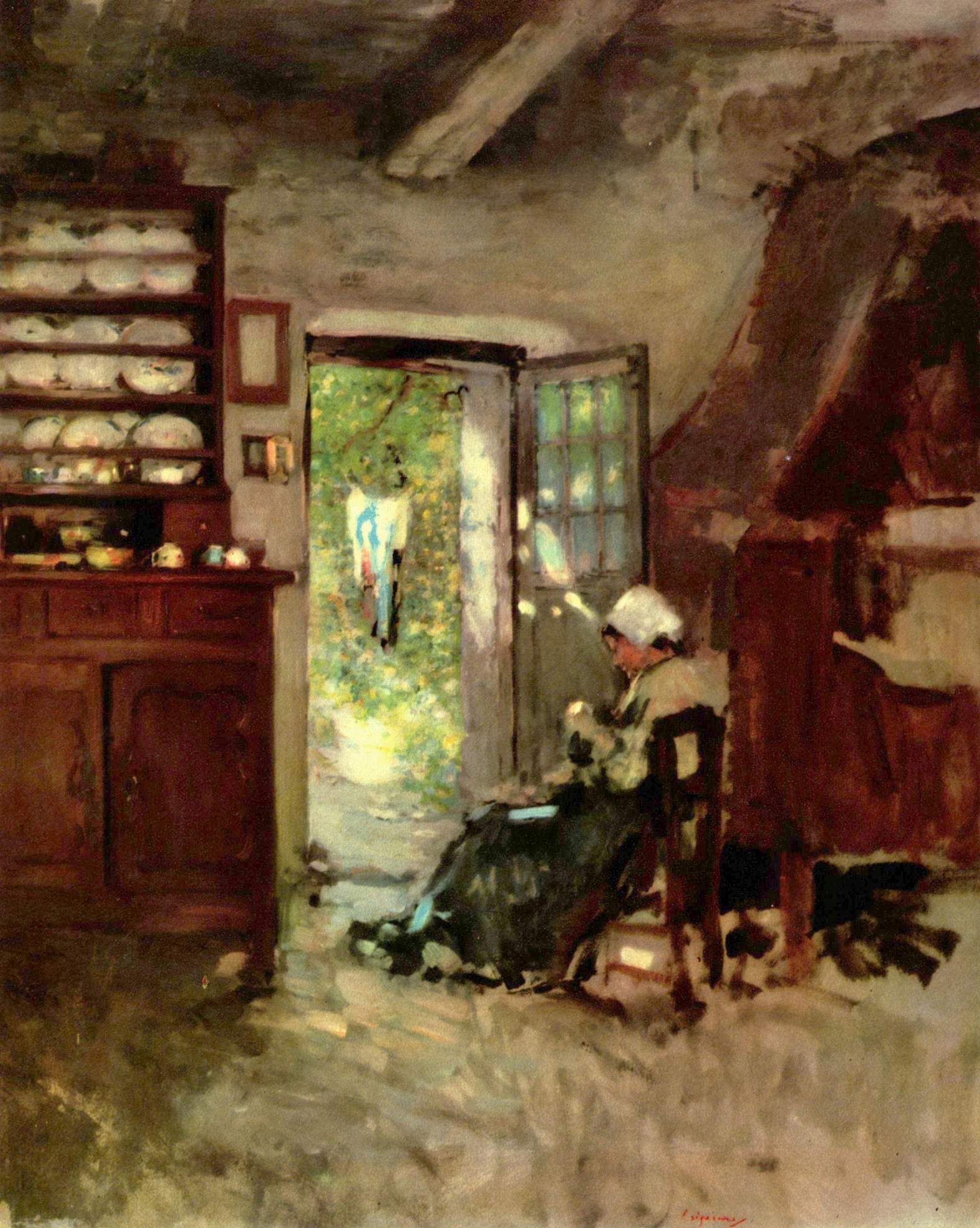
Interieur in Vitré.
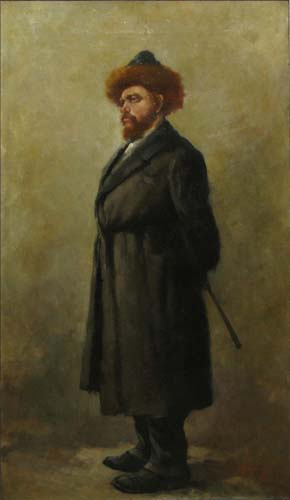
Hebreu with caftan.
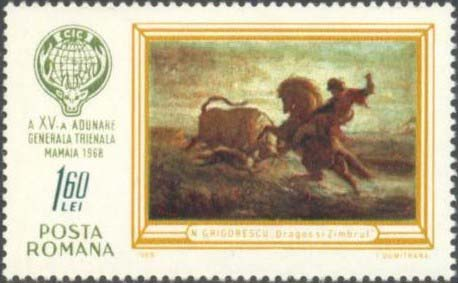
Príncipe Dragos e Wisent